# Lycée Alexandre Dumas
Lycée Alexandre Dumas (anteriormente llamado Lycée Florent-Schmitt), es un instituto francés situado en Saint-Cloud, en el departamento de Altos del Sena, en la región de Isla de Francia. Es una escuela pública que ofrece opciones como italiano, chino, inglés de la sección europea, español, alemán y portugués, y clases preparatorias de economía general que ofrecen todas las opciones.
Obtiene resultados muy satisfactorios en el bachillerato en los apartados científico, literario y económico.
En 2019, adopta la nueva reforma con nueve especialidades.

## Alumnos notables
- Marine Le Pen[3]